# Rand Paul
Rand Paul, właśc. Randal Howard Paul (ur. 7 stycznia 1963 w Pittsburghu) – amerykański okulista i polityk,  senator z Kentucky. Syn Rona Paula.
W wyborach w 2010 został senatorem ze stanu Kentucky z ramienia Partii Republikańskiej. Współpracuje także z prawicowym ruchem Tea Party. Zasłynął długim, 12-godzinnym przemówieniem w Senacie w dniach 6-7 marca 2013 roku, by zablokować głosowanie nad powołaniem Johna O. Brennana na dyrektora Centralnej Agencji Wywiadowczej. 7 kwietnia 2015 zapowiedział start w wyborach prezydenckich w 2016 roku.

## Poglądy
Jest przeciwnikiem aborcji, deklaruje się jako „100% pro-life”. Uważa ochronę życia od poczęcia do naturalnej śmierci za jedno z nadrzędnych zadań rządu. Sprzeciwia się uprawnieniom służb specjalnych wynikających z „Patriot Act”. W sprawach gospodarczych prezentuje poglądy libertariańskie, reprezentując myśli zbliżone do austriackiej szkoły ekonomii. Przeciwnik interwencjonizmu państwa w gospodarkę. Domaga się ograniczenia wydatków oraz długu publicznego rządu federalnego USA.